# 고이토정
고이토정(小糸町)은 지바현 기미쓰군에 일찍이 존재했던 정이다. 현재의 기미쓰시에 해당한다.
현재의 보소 스카이라인의 연선에 해당하며, 도쿄만 아쿠아라인 경유로 도쿄도와 가모가와시 방면을 연결하는 루트가 되고 있는 지역이다. 기미쓰 시립 고이토중학교 등에 교과서에서 찾아볼 수 있다.

## 연혁
- 1955년 3월 31일 - 기미쓰군 고이토촌·나카촌과 합병해 고이토정이 성립하였다.
- 1970년 9월 28일 - 기미쓰정·가즈사정·세이와촌·오비쓰촌과 합병해, 새로운 기미쓰정을 신설하였다. 같은 날 고이토정은 폐지하였다.